# Achiet-le-Grand
Achiet-le-Grand ist eine französische Gemeinde im Département Pas-de-Calais in der Region Hauts-de-France. Sie gehört zum Kanton Bapaume im Arrondissement Arras.

## Lage
Die Gemeinde Achiet-le-Grand liegt 17 Kilometer südlich von Arras. Sie grenzt im Nordosten an Gomiécourt, im Osten und Südosten an Bihucourt, im Süden an Grévillers, im Südwesten und Westen an Achiet-le-Petit und im Nordwesten an Courcelles-le-Comte. Im Gemeindegebiet von Achiet-le-Grand stehen drei Windkraftanlagen als Teil eines interkommunalen Windparks.

## Infrastruktur
Achiet-le-Grand wird von der SNCF mit der Bahnstrecke Paris–Lille bedient. Der örtliche Bahnhof heißt Achiet.

## Bevölkerungsentwicklung
| Jahr                       | 1962 | 1968 | 1975 | 1982 | 1990 | 1999 | 2006 | 2013 | 2022 |
| -------------------------- | ---- | ---- | ---- | ---- | ---- | ---- | ---- | ---- | ---- |
| Einwohner                  | 754  | 774  | 787  | 890  | 948  | 1016 | 1048 | 1022 | 969  |
| Quellen: Cassini und INSEE |      |      |      |      |      |      |      |      |      |

## Sehenswürdigkeiten

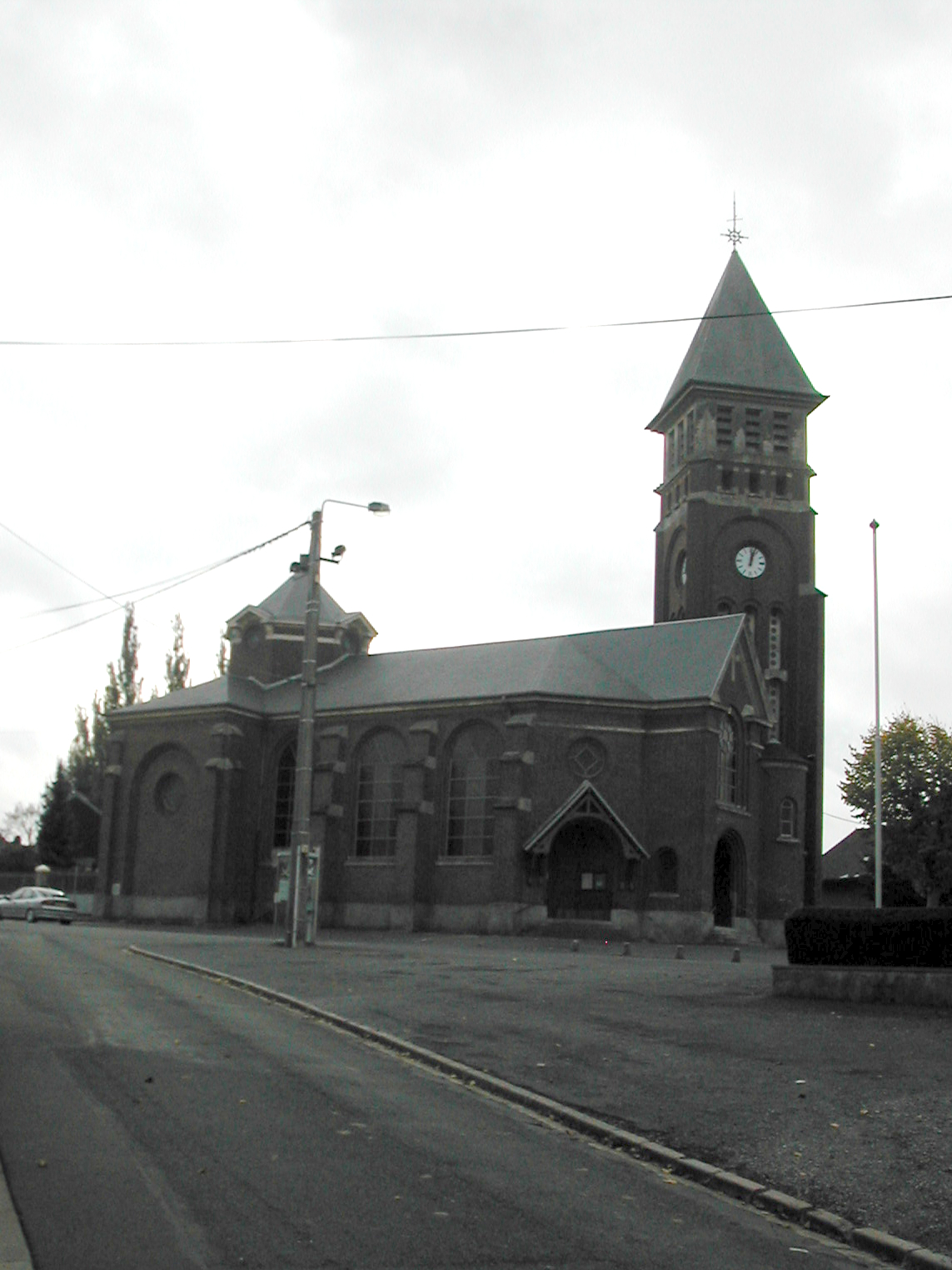
Kirche Saint-Jean-Baptiste
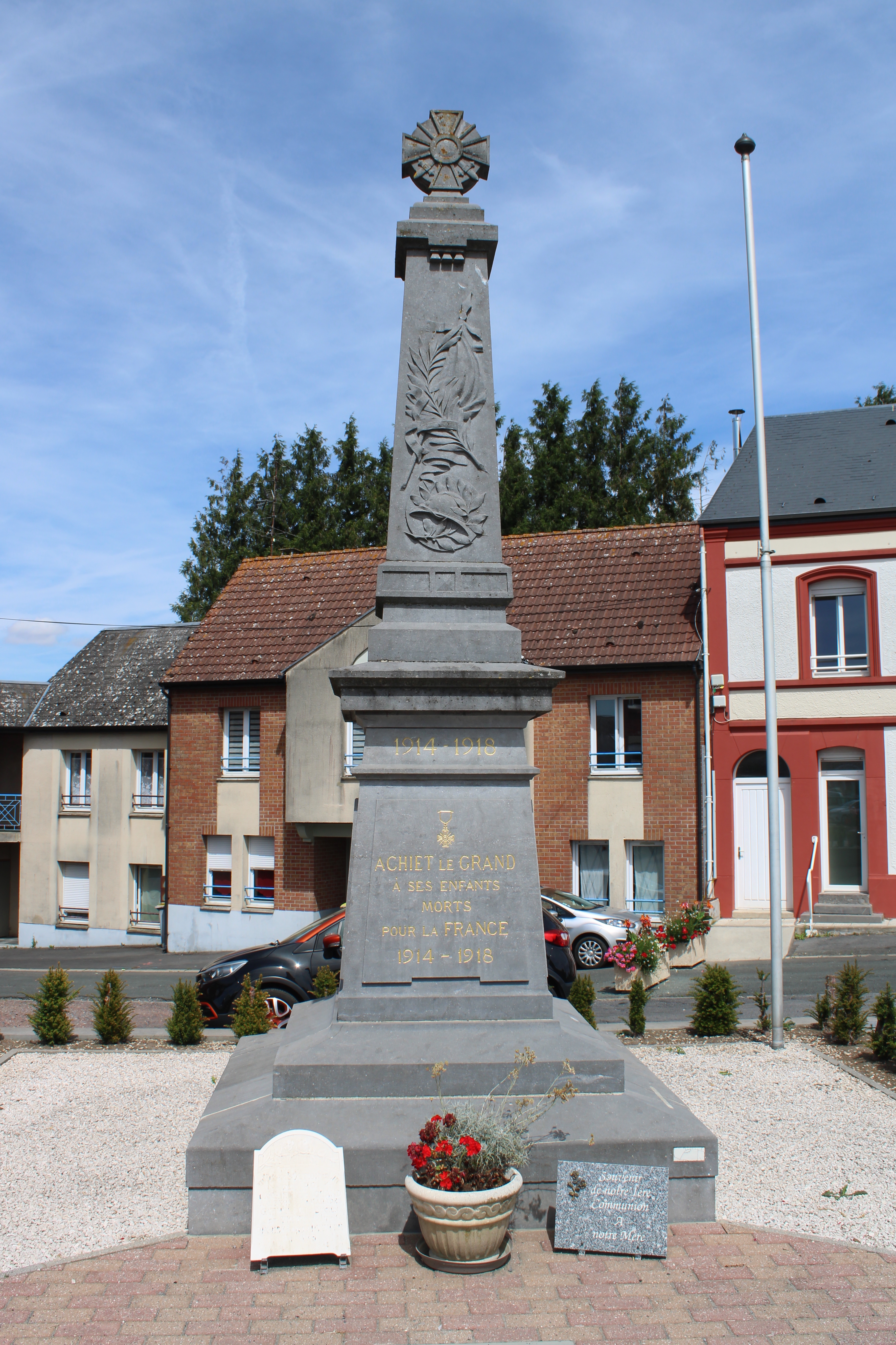
Gefallenendenkmal
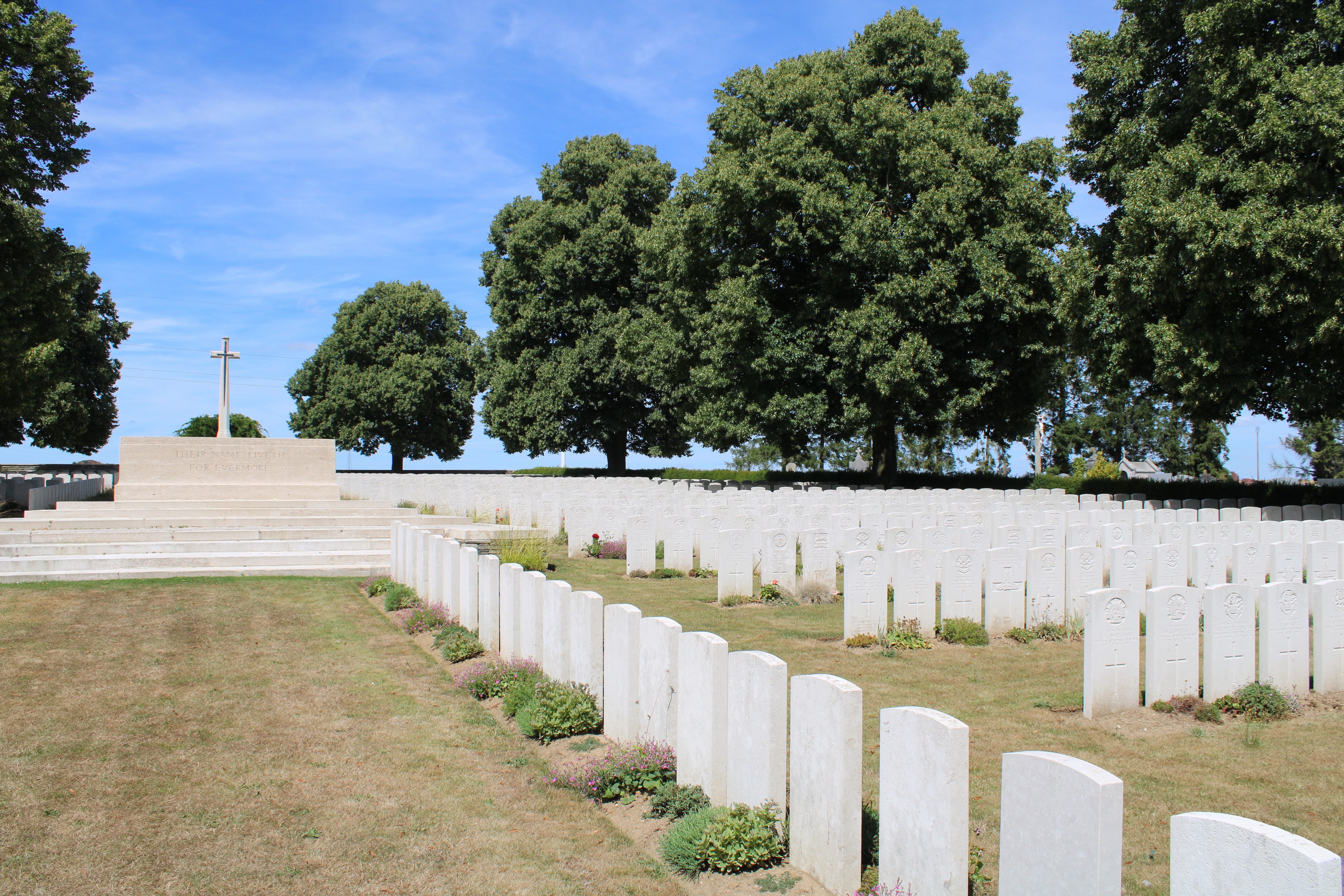
Soldatenfriedhof

- Kapelle Notre-Dame
- Wasserturm
- französischer Soldatenfriedhof

- Kirche Saint-Jean-Baptiste
- Gefallenendenkmal
- Soldatenfriedhof